# Церква Святих Костянтина та Єлени (Маріуполь)
47°05′17″ пн. ш. 37°33′22″ сх. д. / 47.088134° пн. ш. 37.556217° сх. д.

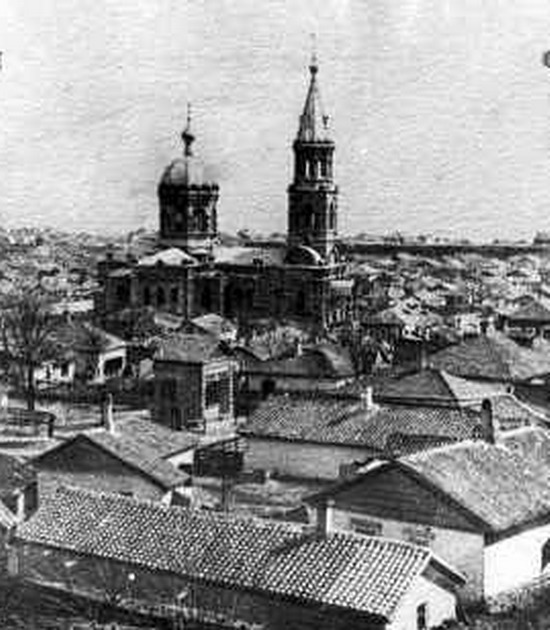
Слобідка, пересічна забудова та Єлено-Костянтинівська церква. Поштова листівка початку XX століття. Маріуполь

Церква Святих Костянтина та Єлени або Слобідська церква — колишня церква на узбережжі в поселенні Слобідка, Маріуполь. Зруйновна за часів сталінського режиму 1936 року

## Історія

Закладна дошка Єлено-Костянтинівської церкви, бл. 1903 року. Промальовка напису, Маріупольський краєзнавчий музей.

Слобідка молодша за Маріуполь на понад 60 років. Вона виникла в 1840-ві роки «самобудом». Тут оселялися відставні, солдати, через що в народі її називали Солдатською слобідкою. Міська влада вела боротьбу з самозабудовниками, допоки граф Воронцов не узаконив цю частину Маріуполя. Внаслідок запізнілого «визнання» Слобідки довгий час православного храму тут взагалі не було. Про церкви на Слобідці не згадується ні в книзі «Маріуполь і його околиці» (1892 р.), ні в джерелах 1908 року. Мабуть, це був «наймолодший» з дореволюційних маріупольських православних храмів.
Під час руйнації храму була знайдена закладна дошка, з напису котрої відомо, що споруду заклали 1903 року. Дошка передана у Маріупольський краєзнавчий музей. На жаль, вона єдине джерело знань про церкву, відомості про котру важко перевірити.
Проект створив архітектор Нільсен Віктор Олександрович. Проект архітектора передбачав побудову церкви, приходської та земської шкіл поруч.
Перші грошові пожертви на будівництво храму внесла родина купця Баранова. Згодом зібрали достатню суму. Будівельні роботи узялися проводити брати Вощанкіни, котрі обирали лише дешеві варіанти за збереження якості робіт. На будівництві були задіяні мандрівні робітники та російські «отхідники», що прибували у Маріуполь на заробітки з Росії. Споруду будували вісім років. Церкву висвятили 1911 року. Перший священик церкви — Аксаковський Прокопій Євгенович, випускник духовної семінарії. На той час він був одружений і мав дружину та четверо дітей

## Опис храму
Церкву (хрещату за поземним планом) вибудували з червоної цегли в псевдоросійському стилі з додатками необарокових деталей. Споруда мала одну баню та двоярусну дзвіницю, увінчану дахом — шатро на зразок церков XVII століття. Церква мала три престоли — рівноапостольних імператора Візантії Костянтина та його матері Єлени, преподобної Меланії та ікони Ахтирської Божої Матері.
Зруйнована 1936 року. Після знищення храму на цій же земельній ділянці в 1937 році було зведено середню школу № 11.